# Michael Leyser
Michael Leyser, auch: Lyser genannt,  (* 14. April 1626 in Leipzig; † 20. Dezember 1660 in Nykøbing Falster) war ein deutscher Mediziner und Anatom.

## Leben und Wirken
Michael Leyser, Sohn des Polykarp Leyser II. und der Sabine Volckmar (1598–1634), Tochter des Leipziger Buchhändlers und Bürgermeister Nikolaus Volckmar (1573–1602), war einer der wenigen Angehörigen der Familie Leyser, der nicht ein theologisches Studium erstrebte. Er begann sein Studium der Philosophie sowohl an der Universität Wittenberg als auch später an der Universität Leipzig und schloss dort mit dem Magister der Philosophie ab. Anschließend entschloss er sich zum Studium der Medizin und wechselte zu Thomas Bartholin an der Universität Kopenhagen, wo er sich das gesamte Spektrum der anatomischen Kenntnisse und Fertigkeiten zu Eigen machte. Unter der Anleitung von Bartholin präparierte Leyser Skelette, die außergewöhnlich weiß und sauber gewesen sein sollten. Bartholin übertrug ihm das Amt eines Assessors und Prorektors und Leyser galt fortan als einer der fähigsten Anatomen seiner Zeit.
Auf Betreiben seiner Lehrer veröffentlichte er im Jahre 1653 unter dem Titel „Culter anatomicus. Hoc est: Methodus brecis, facilis ac perspicua artificose et compendiose humana incidendi cadavera“ die medizinischen Vorschriften und Regeln, welche die Lehrer der Anatomie als bewährt erkannt hatten. Damit machte er das Wissen des Selektierens breiten Kreisen bekannt. Er beschränkte sich aber nicht nur darauf, das ihm dargebotene sich anzueignen und zusammenzustellen, sondern versuchte dieses Wissen mittels anderer Quellen zu vervollständigen. In dem bekannten Streit zwischen Bartholin und Olaus Rudbeck (1630–1702), der über die Priorität der Entdeckung der Lymphgefäße entbrannt war, soll laut Rudbeck Michel Leyser sogar der eigentliche Entdecker gewesen sein und Bartholin sich diese lediglich angeeignet haben.
Nach der Veröffentlichung seines Buches scheint Leyser die Universitätslaufbahn in Kopenhagen sehr bald verlassen zu haben. Er wechselte vermutlich nach 1656 zur Universität Padua in Italien und promovierte dort zum Doktor der Medizin. Anschließend zog es ihn zurück nach Dänemark, wo er zunächst auf Lolland und Mona sowie anschließend in Nykøbing auf der Insel Falster als praktischer Arzt tätig war. Hier verstarb er kurz nach seiner Eheschließung mit nur 34 Jahren am 20. Dezember 1660 an „Febris maligna“ ein „kaltes Fieber“, welches für gewöhnlich bei Typhus oder Pest auftritt.

## Werke (Auswahl)
- Calculo renum et vesice. Kopenhagen 1651.
- Culter anatomicus sive methodus humana corpora fecanda. Kopenhagen 1653. Weitere fünf Auflagen bis 1731, auch ins Englische übersetzt (The art of dissecting the human body…. London 1740.)
- De auditu. Kopenhagen 1653.
- De sphacelo cerebri. Leipzig 1656.
- Observationes medicae virorum clarissimorum. Frankfurt. 1679, posthum veröffentlicht.
- Cultro anatomico. Frankfurt 1679, posthum veröffentlicht.